# 你他媽的也是
《你他媽的也是》（西班牙語：Y tu mamá también）是2001年墨西哥劇情電影，由艾方索·柯朗執導，並與弟弟卡洛斯合作編劇。劇情描述兩個青少年為了即將到來的成年時刻，於是與一個美麗成熟的女子同行，展開了一趟公路之旅。電影由墨西哥演員狄亞哥·盧納和蓋爾·賈西亞·貝納以及西班牙演員瑪莉貝爾·維杜主演。故事背景設定在1999年、反映著現代墨西哥的政治與經濟真實面貌，尤其是革命制度黨長達71年的連續執政的尾聲，以及反對黨領袖比森特·福克斯·克薩達的崛起。

## 奖项
获奖
- 洛杉矶影评人协会奖最佳外语片
- 纽约影评人协会奖最佳外语片
- 广播影评人协会奖最佳外语片
- 独立精神奖最佳外语片

提名
- 奥斯卡最佳原创剧本奖 – Carlos Cuarón 与 Alfonso Cuarón
- 英国电影学院奖最佳原创剧本、最佳外语片
- 金球奖最佳外语片

## 外部連結
- 互联网电影数据库（IMDb）上《你他媽的也是》的资料（英文）
- AllMovie上《你他媽的也是》的资料（英文）
- Box Office Mojo上《你他媽的也是》的資料（英文）
- 爛番茄上《你他媽的也是》的資料（英文）
- Metacritic上《你他媽的也是》的資料（英文）
- 豆瓣电影上《你他媽的也是》的資料 （简体中文）
- Enjoy Movie上《衰仔失樂園》的資料